# Беганув (Нижньосілезьке воєводство)
Беганув (пол. Bieganów, нім. Biehals) — село в Польщі, у гміні Нова Руда Клодзького повіту Нижньосілезького воєводства.
Населення — 30 осіб (2011).
У 1975-1998 роках село належало до Валбжиського воєводства.

## Демографія
Демографічна структура станом на 31 березня 2011 року:
|          | Загалом | Допрацездатний вік | Працездатний вік | Постпрацездатний вік |
| -------- | ------- | ------------------ | ---------------- | -------------------- |
| Чоловіки | 16      | 0                  | 15               | 1                    |
| Жінки    | 14      | 2                  | 4                | 8                    |
| Разом    | 30      | 2                  | 19               | 9                    |